# Kristina Ophardt
Kristina Ophardt (22 maggio 1973) è un'ex schermitrice tedesca, vincitrice di una medaglia di bronzo ai campionati mondiali di scherma.

## Palmarès
In carriera ha conseguito i seguenti risultati:
- Mondiali di scherma

Seul 1999: bronzo nella spada a squadre.
- Europei di scherma

Plovdiv 1998: oro nella spada a squadre.